# 島田退蔵
島田 退蔵（しまだ たいぞう、1889年〈明治22年〉5月4日 - 1970年〈昭和45年〉2月22日）は、日本の国文学者。第三高等学校の最後の校長。

## 略歴
新潟県新潟市一番堀通町（現 新潟市中央区一番堀通町）の弁護士・島田脩三の次男として出生。
1907年（明治40年）3月に新潟中学校を卒業、1910年（明治43年）7月に第三高等学校を卒業、1913年（大正2年）7月に京都帝国大学文科大学文学科（国文学専攻）を卒業。
1914年（大正3年）4月に島根県立浜田中学校教諭に就任、1917年（大正6年）7月に公立中学校教諭に任官（高等官）、引き続き島根県立浜田中学校に勤務、1920年（大正9年）10月に第三高等学校教授に任官。以後、以下の教職を兼任。
- 1923年（大正12年）4月 - 第七臨時教員養成所講師
- 1924年（大正13年）4月 - 武道専門学校講師 - 1925年（大正14年）3月
- 1925年（大正14年）4月 - 同志社女子専門学校講師 - 1933年（昭和8年）3月
- 1933年（昭和8年）4月 - 京都府立女子専門学校講師 - 1934年（昭和9年）3月
- 1933年（昭和8年）4月 - 大谷大学講師 - 1939年（昭和14年）3月
- 1934年（昭和9年）4月 - 関西大学講師 - 1935年（昭和10年）3月
- 1935年（昭和10年）4月 - 京都府立女子専門学校講師 - 1944年（昭和19年）3月
- 1936年（昭和11年）10月 - 京都帝国大学文学部講師 - 1938年（昭和13年）3月
- 1939年（昭和14年）4月 - 京都帝国大学文学部講師 - 1940年（昭和15年）3月
- 1942年（昭和17年）4月 - 京都帝国大学文学部講師 - 1943年（昭和18年）3月
- 1945年（昭和20年）10月 - 京都女子高等専門学校講師 - 1947年（昭和22年）3月
- 1946年（昭和21年）4月 - 京都府立女子専門学校講師 - 1951年（昭和26年）3月
- 1947年（昭和22年）4月 - 同志社女子専門学校講師 - 1951年（昭和26年）3月

1947年（昭和22年）4月に第三高等学校の学制改革研究委員会の委員に就任、1948年（昭和23年）3月に京都大学と第三高等学校の合同委員会の委員に就任、1949年（昭和24年）5月31日に京都大学第三高等学校校長事務取扱に就任。
第三高等学校の廃校にあたり、最後の校長として1950年（昭和25年）1月24日午後の予餞会、次いで3月31日午後5時からの解散式で告辞を述べ、玄関の校銘板（揮毫：高橋是清）を降ろし、真夜中の午後12時、校門の門標を取り外した。
1950年（昭和25年）3月31日に京都大学第三高等学校を依願退官、4月に光華女子短期大学講師に就任して10月に教授に就任。以後、以下の教職を兼任。
- 1950年（昭和25年）10月 - 同志社女子大学講師
- 1952年（昭和27年）4月 - 西京大学女子短期大学部講師

1953年（昭和28年）4月に関西大学文学部教授に就任、1960年（昭和35年）3月に関西大学を定年退職、4月に関西大学文学部非常勤講師に就任、1964年（昭和39年）に光華女子大学文学部日本文学科主任教授に就任。
1970年（昭和45年）2月22日午後0時10分に京都市の自宅で肺炎のため死去、80歳没。

## 人物
島田退蔵のことを、同僚たちは温厚、寛仁、篤実、謙虚だと述べているが、教え子たちは怖かったと言っている。
ある年の第三高等学校の入学試験の英語の書取で同僚の深瀬基寛が各試験教室を回って英文を読み上げていたが、勘違いで島田退蔵の担当の試験教室を飛ばして職員室に帰り、ビールを1杯飲んで五条坂に陶器を見に出かけようと腰を上げた途端、島田退蔵がものすごい剣幕で詰め寄ってきて、自分の試験教室に来なかった責任を追及し、「お前が腹を切らねば俺が切る」と迫ってきた。深瀬基寛は島田退蔵の試験教室に引き連れられ、英文を読み終わると同時に試験終了のチャイムが鳴った。深瀬基寛は、島田退蔵のおかげで自分は未だに失職しないでいる、島田退蔵のような教員で第三高等学校は維持されていた、と書いている。

## 栄典・表彰
- 1940年（昭和15年）11月10日 - 紀元二千六百年祝典記念章[19]
- 1970年（昭和45年）02月22日 - 正四位・勲三等瑞宝章[20]

## 家族・親戚
- 鳥居与一左衛門和達 - 義祖父（妻の父の父）、武士、村上藩町奉行。
- 鳥居三十郎 - 義伯祖父（妻の父方の祖母の兄）、武士、村上藩家老。
- 鳥居鍗次郎 - 義叔父（妻の父の弟）、弁護士、衆議院議員。
- 鳥居恵二 - 義従弟（妻の伯父の娘婿）、耳鼻咽喉科学者[21][22]、新潟大学名誉教授、初代・第3代新潟県医師会会長。
- 鳥居敏文 - 義弟（妻の異母弟）、画家。
- 島田信男 - 次男、病理学者、臨床検査医学者、京都府立医科大学名誉教授。
- 島田恒男 - 三男、俳人。俳号は刀根夫。
- 島田尋郎 - 男孫、俳人。俳号は牙城。島田恒男の子。

## 著作物

### 著書
- 『縮譯 源氏ものがたり』吉澤義則[序]、文献書院、1923年。
- 『國文學史槪説』阪倉篤太郎[共著]、文献書院、1924年。
- 『分類 日本文學史』阪倉篤太郎[共著]、文献書院、1928年。
- 『國文學講座 第四卷 枕草紙選釋』受験講座刊行会、1930年。
- 『高等學校 入學試驗國文問題解説』田中健三[共著]、国語漢文学会、1932年。
- 『續國文學講座 枕草紙選釋』文献書院、1932年。
- 『續國文學講座 上古歌謡 上代文學槪説 國文學名作梗槪』井手淳二郎・澤瀉久孝[共著]、文献書院、1933年。
- 『國文學大講座 第六 枕草紙選釋』日本文学社、1935年。
- 『源氏物語總釋 第四』加藤順三[共著]、楽浪書院、1938年。

### 編書
- 『抄本源氏物語』吉澤義則[共編]、文献書院、1924年。
- 『抄本源氏物語 下卷』吉澤義則[共編]、文献書院、1925年。
- 『建禮門院右京大夫集』平野書店、1930年。
- 『更級日記』三省堂〈新制高等国文叢書〉、1940年。
- 『枕草子選』星野書店、1943年。

### 訳書
- 『源氏物語（上）』吉沢義則・加藤順三・宮田和一郎[共訳]、山岸徳平[改訂]、筑摩書房〈古典日本文学全集 4〉、1961年。
- 『源氏物語（中）』吉沢義則・加藤順三・宮田和一郎[共訳]、山岸徳平[改訂]、筑摩書房〈古典日本文学全集 5〉、1961年。
- 『源氏物語（下）』吉沢義則・加藤順三・宮田和一郎[共訳]、山岸徳平[改訂]、筑摩書房〈古典日本文学全集 6〉、1962年。
  - 『源氏物語 上』吉沢義則・加藤順三・宮田和一郎[共訳]、山岸徳平[改訂]、筑摩書房〈古典日本文学全集 4〉、1964年。
  - 『源氏物語 中』吉沢義則・加藤順三・宮田和一郎[共訳]、山岸徳平[改訂]、筑摩書房〈古典日本文学全集 5〉、1965年。
  - 『源氏物語 下』吉沢義則・加藤順三・宮田和一郎[共訳]、山岸徳平[改訂]、筑摩書房〈古典日本文学全集 6〉、1965年。
    - 『源氏物語（上）』吉沢義則・加藤順三・宮田和一郎[共訳]、山岸徳平[改訂]、筑摩書房〈古典日本文学 4〉、1975年。
    - 『源氏物語（中）』吉沢義則・加藤順三・宮田和一郎[共訳]、山岸徳平[改訂]、筑摩書房〈古典日本文学 5〉、1975年。
    - 『源氏物語（下）』吉沢義則・加藤順三・宮田和一郎[共訳]、山岸徳平[改訂]、筑摩書房〈古典日本文学 6〉、1975年。
      - 『源氏物語』吉沢義則・加藤順三・宮田和一郎[共訳]、山岸徳平[監修]、フランクリン・ライブラリー、1988年。

### 校訂書

#### 校註
- 『新註 建禮門院右京大夫集』吉沢義則[監修]、河原書店〈新註日本短篇文学叢書 12〉、1950年。

#### 修訂
- 『日本文學史要』藤井乙男[著]、三省堂、1948年。

### 論文
- CiNii収録論文 - CiNii